# Bisdom Bambari

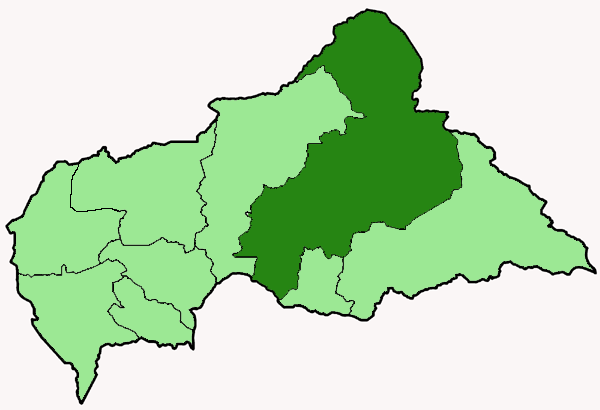
Het bisdom Bambari binnen de Centraal-Afrikaanse Republiek

Het bisdom Bambari (Latijn: Dioecesis Bambaritanus) is een van de negen rooms-katholieke bisdommen van de Centraal-Afrikaanse kerkprovincie en is suffragaan aan het aartsbisdom Bangui. De huidige bisschop van Bambari is Édouard Mathos.

## Geschiedenis
- 18 december 1965: Oprichting bisdom Bambari uit een deel van het aartsbisdom Bangui

## Speciale kerken
De kathedraal van het bisdom Bambari is de Cathédrale Saint Joseph in Bambari.

## Leiderschap
- Apostolisch administrator 
  - Aartsbisschop Joachim N’Dayen (1970 – 1978)
  - Bisschop Michel Marie Joseph Maître (1978 – 19 juni 1981, later bisschop)
- Bisschop van Bambari
  - Bisschop Michel Marie Joseph Maître (19 juni 1981 – 29 februari 1996, eerder apostolisch administrator)
  - Bisschop Jean-Claude Rembanga (29 februari 1996 – 6 november 2004)
  - Bisschop Édouard Mathos (sinds 6 november 2004)